# Lajos francia királyi herceg (1661–1711)
Nem tévesztendő össze saját fiával, Lajos francia királyi herceggel (1682–1712), Burgundia hercegével.
Louis de Bourbon, magyarosan Bourbon Lajos (ismert még mint Franciaországi Lajos, franciául: Louis de France; Fontainebleau, 1661. november 1. – Meudon, 1711. április 14.), a Bourbon-házból származó francia királyi herceg, XIV. Lajos francia király, a Napkirály és Spanyolországi Mária Terézia legidősebb gyermeke, aki 1661-től Franciaország trónörököse Monseigneur megnevezéssel. Első feleségétől, Bajorországi Mária Annától született legidősebb gyermeke, Lajos, le Petit Dauphin (magyarul: Kis Dauphin) születését követően a le Grand Dauphin (magyarul: Nagy Dauphin) címet viselte. A várakozások ellenére fiával együtt még apja életében elhuny, így sem ő, sem fia nem lépett a Francia Királyság trónjára, akit végül unokája, XV. Lajos követett. Lajos gyermekei között van a későbbi V. Fülöp spanyol király, Anjou hercege, aki az első Bourbon volt a spanyol trónon.

## Élete

### Származása
Lajos francia királyi herceg 1661-ben született a fontainebleau-i királyi kastélyban. Édesapja a Bourbon-házból való XIV. Lajos francia király (1635–1715), XIII. Lajos francia király (1601–1643) és Medici Mária francia királyné (1575–1642) legidősebb fia, 1642 óta Franciaország uralkodója.
Édesanyja Ausztriai Mária Terézia spanyol infánsnő (1638–1683) volt, XIV. Lajos első felesége, IV. Fülöp spanyol király (1605–1665) és Erzsébet francia királyi hercegnő (1602–1644) legfiatalabb leánya.
Szülei egymásnak másodfokú unokatestvérei voltak, lévén mindketten IV. Henrik francia király unokái. A szülők házasságából 6 testvér született, de csak az elsőszülött fiú érte meg a felnőttkort, és ő is meghalt még apja életében:
- Lajos herceg, trónörökös (dauphin de Viennois) (1661–1711),
- Anna Erzsébet hercegnő (*/† 1662), születésekor meghalt,
- Mária Anna hercegnő (*/† 1664), születésekor meghalt,
- Mária Terézia (1667–1672), kisgyermekként meghalt,
- Fülöp Károly, Anjou hercege (1668–1671), kisgyermekként meghalt,
- Lajos Ferenc herceg, Anjou hercege (*/† 1672), születésekor meghalt.

A Dauphin születésénél apja, a király személyesen jelen volt. Amikor a gyermek megszületett, a király az ablakból kiáltotta ki az udvar népének: „A királyné fiút szült!” Az elsőszülött fiú részére új címet kreáltak, a Monseigneur-t. 1668. március 24-én keresztelték meg, a szertartást Louis de Vendôme herceg, bíboros végezte, a távol lévő IX. Kelemen pápa képviseletében. Az ugyancsak távol lévő keresztanyját, Bourbon Henrietta Mária angol királyné, a kivégzett I. Károly angol király özvegyét, Lajos herceg nagy-nagynénjét pedig Anne Marie Martinozzi de Conti hercegné, Jules Mazarin unokahúga képviselte a keresztelőn.

### Ifjúsága
Hétéves koráig Madame de la Motte nevelte, ezután a szigorú Charles de Sainte-Maure-nak, Montausier hercegének keze alá került. (A kortársak szerint Molière őróla mintázta Mizantróp c. színművének címszereplőjét). Tanítójául (précepteur) a király Jacques-Bénigne Bossuet hitszónokot és egyházi írót, Condom, majd Meaux püspökét nevezte ki, akinek asszisztense a nagy műveltségű polihisztor, Pierre-Daniel Huet lett. 
Lajos herceg 1674-ig szorgalmas és érdeklődő tanuló volt. 1668-ban La Fontaine neki dedikálta meséinek első kötetét. Bár trónörökösnek nevelték, kevés kormányzati ismeretet tanítottak neki, viszont elültették benne az értékes régiségek iránti vonzalmat. A Monseigneur 20 éves korában, 1681 körül saját műgyűjtemény építésébe fogott. Érméket, feliratokat, szobrokat, porcelánokat, gemmákat gyűjtött. Szakszerű segítséget kapott személyes szolgálatra rendelt tanácsadójától, a hírneves aranyművestől, Philippe van Dievoet-től (1654-1738), a királyi ruhatár főtisztviselője, akit Vandive-nak is neveztek. Nevelése révén tisztelettudó, barátságos, és apja iránt feltétlenül engedelmes kamaszt faragtak belőle. Államügyekre nem oktatták annak ellenére, hogy születése percétől őt tekintették a Francia Királyság első számú trónörökösének.
Amikor Lajos nagykorú lett, apja engedélyezte, hogy részt vegyen a királyi Államtanács (Conseil d’en haut) ülésein. A kötelességtudó Lajos herceg mindig meg is jelent ezeken, de egész életében csak két alkalommal szólalt fel. A kortársak visszaemlékezései szerint jóindulatú és segítőkész személyiség volt (jellemének e vonásait anyjától, Ausztriai Mária Teréziától örökölte). Több kortárs visszaemlékezése szerint kifejezetten lusta volt, nem túl intelligens, államügyek nem érdekelték. Viszont mindenkivel szívélyesen és közvetlenül viselkedett, és mind az udvari nép, mind a párizsi köznép körében közszeretetnek örvendő, kedvelt személy volt. Apjától örökölte a bőséges étvágyat (XIV. Lajos köztudottan nagyevő volt), a jó ételek, italok szeretetét és a vadászszenvedélyt.

### Első házassága, gyermekei

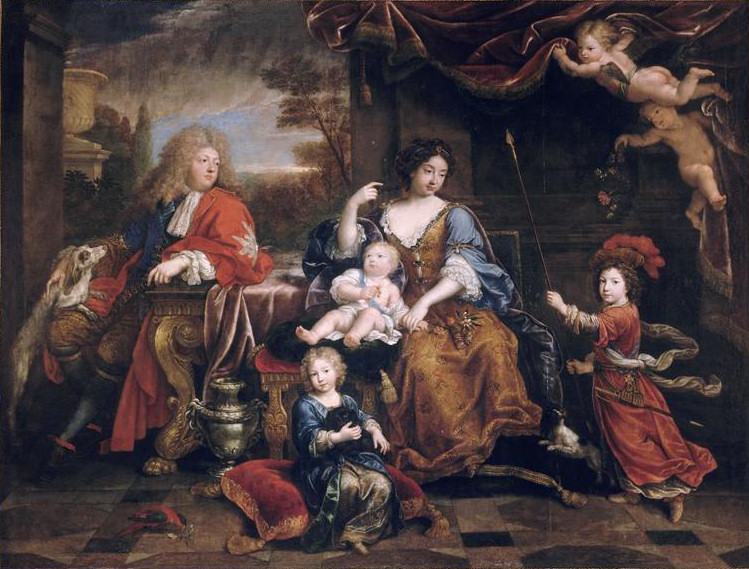
Lajos herceg, a Nagy Trónörökös, családja körében

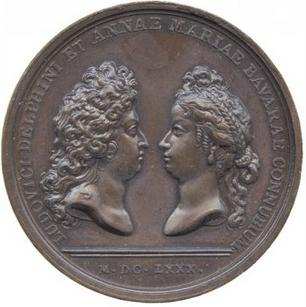
Emlékérem Lajos dauphin és Mária Anna bajor hercegnő esküvője alkalmából, 1680.

Lajos trónörökös herceg 19 éves korában, 1680. január 28-án Münchenben képviselők útján (per procurationem) házasságot kötött a Wittelsbach-házból származó Mária Anna Krisztina Viktória bajor (választófejedelmi) hercegnővel (1660–1690), Ferdinánd Mária bajor választófejedelem (1636–1679) és Henrietta Adelheid savoyai hercegnő (1636–1676) legifjabb, 20 éves leányával, I. Viktor Amadé Savoyai uralkodó herceg (1587–1637) unokájával. Az ünnepélyes esküvőt 1680. március 7-én tartották a Versailles-i kastély kápolnájában. Három gyermekük született: 
- Lajos (Louis) királyi herceg (1682–1712), a „Kis Trónörökös”, Burgundia hercege, 1696-ban Mária Adelheid savoyai hercegnőt (1685–1712) vette feleségül. (Három gyermekük született, köztük a legfiatalabbikból lett a későbbi XV. Lajos király).
- Fülöp (Philippe) királyi herceg (1683–1746), Anjou hercege, 1700-tól V. Fülöp néven Spanyolország királya, 1701-ben Mária Lujza Gabriella savoyai hercegnőt (1688–1714), 1714-ben  Farnese Erzsébet pármai hercegnőt (1692–1766) vette feleségül.
- Károly (Charles) királyi herceg (1686–1714), Berry hercege, aki 1710-ben Mária Lujza Erzsébet orléans-i hercegnőt (1695–1719) vette feleségül.

A bajor hercegnő önfejű, nyűgös természetű volt, borongós hangulatú. Lajos ennek ellenére szenvedélyesen szerette őt. Házas emberként a szelíd lelkű ifjúból, felesége támogatásával érettebb gondolkodású férfi lett, lerázta apjának hatalmas akaratát, és családjának külön udvartartást harcolt ki Versailles-ban. Mária Anna Krisztina hercegné azonban 1690-ben fiatalon meghalt, Lajos herceg 29 évesen megözvegyült.

### Második, rangon aluli házassága
1695-ben titokban ismét megnősült. Egyik kegyencnőjét, Marie-Émilie de Joly de Choint (1670–1732) vette feleségül, saját kedvenc féltestvérének, Marie Anne de Bourbonnak, Conti hercegnének (1666–1739) egyik udvarhölgyét. (Marie-Anne de Bourbon-Conti hercegné apja XIV. Lajos király, anyja a király kegyencnője, Louise Françoise de la Vallière hercegnő voltak). A Grand Dauphin második házasságából nem születtek utódok.
Lajos herceg nagynénjének, Erzsébet Sarolta (Liselotte) pfalzi hercegnőnek (1652–1722), Fülöp orléans-i herceg második feleségének emlékiratai szerint de Marie-Anne de Joly de Choin kisasszony az udvar egyik legcsúfabb nőszemélye volt, viszont tekintélyes méretű keblekkel rendelkezett. A Dauphinnel kötött házassága előtt a hölgy egyszerre volt a szeretője a Dauphin-nek és Clermont-Chaste grófnak is, ez utóbbi viszont Marie-Anne de Bourbon-Conti hercegnével folytatott viszonyt. Clermont gróf és de Choin kisasszony úgy tervezték, hogy kedvük szerint manipulálhatják a király két gyermekét, a törvényes trónörököst és a törvényesített fattyút is. Lajos dauphin trónra lépése esetén az intrikusok magas irányító állásokba juthattak volna. A cselszövést azonban leleplezték, a szeretőket szétválasztották. Clermont-Chaste grófot távoli helyőrségekbe száműzték, de Choin kisasszonyt diszkréten eltávolították Bourbon-Conti hercegné udvartartásából, nehogy megsértsék a hercegné királyi féltestvérét, a Dauphint.
XIV. Lajos király szigorúan megtiltotta fiának a rangon aluli második házasságot annak ellenére, hogy még 1683-ban, Mária Terézia királyné elhunyta utána ő maga titkos, morganatikus házasságot kötött egyik szeretőjével, Maintenon márkinővel. A sértődött Dauphin ennek ellenére feleségül vette de Choin kisasszonyt, az új asszonnyal együtt elhagyta Versailles-t, és Meudon kastélyába vonult vissza.
A második feleség nem viselhette dauphine (azaz trónörökös hercegné) címet. De Choin kisasszony már a házasság megkötésekor teherben volt. Fia született, akit titokban szült meg, és vidékre küldött, ahol 1697-ben, kétévesen meghalt, neve sem maradt fenn.
Lajos trónörökös hercegnek további törvénytelen gyermekei is születtek különböző szeretőitől. Françoise Pitel két leányt szült neki:
- Anne Louise de Bonbour (1695–1716), aki Anne Errard d’Avaugour márki felesége lett,
- Charlotte de Fleury (1697–1750), aki Gérard Michel de La Jonchère herceg felesége lett.[7]

Egy másik szeretőjétől, Marie Anne Caumont de La Force-tól egy leánya született:
- Louise Émilie de Vautedard (1694–1719), aki Nicolas Mesnager diplomatának, Saint-Jean grófjának (1658–1714) felesége lett.[7]

### Politikai, katonai ténykedése
A meudoni kastélyban Lajos herceg önálló udvartartást szervezett, és egyfajta hatalmi külön központot épített ki, amely apjának, XIV. Lajosnak politikájának ellenzékeként működött. A trónörökös nyíltan ellenezte apja rendelkezését, amellyel 1685-ben visszavonta a nantes-i ediktumot. (Ezt Madame de Maintenon befolyásának tulajdonította, nem alaptalanul). A pfalzi örökösödési háború (1688–1697) első hadjáratában, 1688-ban Lajos dauphin kiváló harctéri parancsnokként tűnt ki. Philippsburg erődjének bevételével megakadályozta, hogy felvonuló birodalmi haderő átkelhessen a Rajnán és elfoglalja Elzászt. XIV. Lajos büszkén írta fiának: „Azért küldöm Önt háborúba, hogy hírnevet szerezzen és jól megismerjék Önt. Ha majd Ön lép a helyemre, ne is vegyék észre, hogy meghalt a király.”
A Nagy Dauphin elsőszülött fia, Lajos, Burgundia hercege, a „Kis Trónörökös”, a Francia Királyság trónöröklési rendjében a második helyet foglalta el (mivel apja a király legidősebb fia volt). A Nagy Trónörökös kiharcolta apjánál, a királynál, hogy XIV. Lajos őhelyette az ő második fiát, Fülöpöt, Anjou hercegét jelölje Spanyolország várhatóan megüresedő trónjára. A választás javította a Bourbon-ház esélyeit az elismerésre, mivel a Dauphin fia, Anjou hercege másodszülött lévén, kisebb esélye volt a francia trónra (Anglia mindenáron meg kívánta akadályozni a spanyol és a francia királyságok egyesítését). II. Károly spanyol király végrendeletében valóban Anjou hercegét jelölte örököséül.
Lajos dauphin elutasította a csatlakozást a III. (Orániai) Vilmos angol király által kovácsolt Felosztási Szerződéshez is, pedig az személyesen neki juttatta volna a Nápolyi és a Szicíliai Királyságokat, valamint Toszkánát is. Minden diplomáciai fórumon szenvedélyesen és nagy meggyőző erővel képviselte fia spanyol trónigényének elismertetését. A követelés alapját Lajos anyjának, az 1683-ban elhunyt Mária Terézia spanyol infánsnőnek öröklési jogigénye képezte. 1700-ban a spanyol trónt csakugyan Anjou hercege foglalta el (V. Fülöp király néven). Az első Bourbon-házi spanyol király trónjának várományosa pedig a Nagy Dauphin harmadik fia, Károly, Berry hercege volt mindaddig, amíg 1707-ben V. Fülöp első fia, Lajos, Asztúria hercege meg nem született.

### Halála

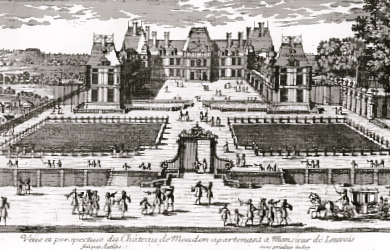
A meudoni régi kastély (Château Vieux) 17. századi metszeten (1871-ben felgyújtották, leégett).

A Nagy Trónörökös 1701-ben szélütést kapott, egészsége megrokkant. Visszavonultan élt Meudonban. 1711-ben himlőben megbetegedett, április 14-én este meghalt, a meudoni régi kastély Grand Appartement Frais nevű lakosztályában. 49 éves volt. Idős apja és az egész udvar őszintén meggyászolta. Halála után rebesgetni kezdték, hogy még ifjú korában baljós jövendölést kapott volna: „Fils de roi, père de roi, jamais roi” (Apja király, fia király, (ő maga) sosem lesz király).

## A trónöröklés
1711-ben XIV. Lajos király már 73 éves volt, amikor egyetlen, törvényes házasságból született és nagykorúságot megért fia, trónjának első számú örököse, a Nagy Trónörökös meghalt. A trónöröklés rendjében az elhunyt legidősebb fia, Lajos, Burgundia hercege, a király unokája következett, de alig 10 hónappal később, 1712 februárjában ő is meghalt kanyaróban. Ezért a Kis Trónörökös harmadikként, 1710-ben született, egyetlen élő fia, a kétesztendős Lajos, Anjou hercege, a király dédunokája vált a trón várományosává. A kisfiú gyenge egészségű volt, és rajta kívül már csak nagybátyja, a Nagy Dauphin harmadik fia, Károly, Berry hercege örökölhette XIV. Lajos trónját. (A második fiúnak, V. Fülöp spanyol királynak az utrechti békeszerződés értelmében le kellett mondania francia trónigényéről.) 
XIV. Lajos mindenképpen saját vérvonalának akarta fenntartani az öröklést. Saját öcsének, Fülöp orléans-i hercegnek utódait, a megalázott és háttérbe szorított Orléans-házat távol akarta tartani a tróntól. Ezért törvényesítette saját szeretőitől született fiait is, és szerződésekben jogokat biztosított számukra is, törvényes utódainak váratlan halála esetére. Két évvel később, 1714-ben vadászbalesetben életét vesztette a Nagy Dauphin harmadik fia, a 28 éves Károly, Berry hercege is. Veszélyes helyzet állt elő: Ha ez a kisfiú is meghal, egy „törvényesített” örököst más uralkodói dinasztiák (köztük az Orléans-iak) nagy valószínűséggel nem fogadtak volna el. Trónviszály, polgárháború vagy akár egy „francia örökösödési háború” is kitörhetett volna. De erre nem került sor. XIV. Lajos elhunyta (1715) után dédunokája, az ötéves Lajos herceg lépett a trónra, XV. Lajos néven.

## További irodalom
- Klaus Malettke: Ludwig XIV. von Frankreich. Leben, Politik und Leistung.
- Matthieu Lahaye: Louis, Dauphin de France. Fils de roi, père de roi, jamais roi, értekezés, Université de Paris VIII, 2005.
- Matthieu Lahaye, Louis Ier d’Espagne (1661-1700) : essai sur une virtualité politique, in Revue historique, 647. szám, 2008. szeptember.
- Matthieu Lahaye: Le fils de Louis XIV. Réflexion sur l'autorité dans la France du Grand Siècle, értekezés, Université de Paris VIII, 2011.
- Régine Pouzet (kiadó): Charles IX. Récit d’histoire par Louis Dauphin et Bossuet, Adosa, Clermont-Ferrand, 1993. ISBN 2-86639-002-4